# Salute mentale

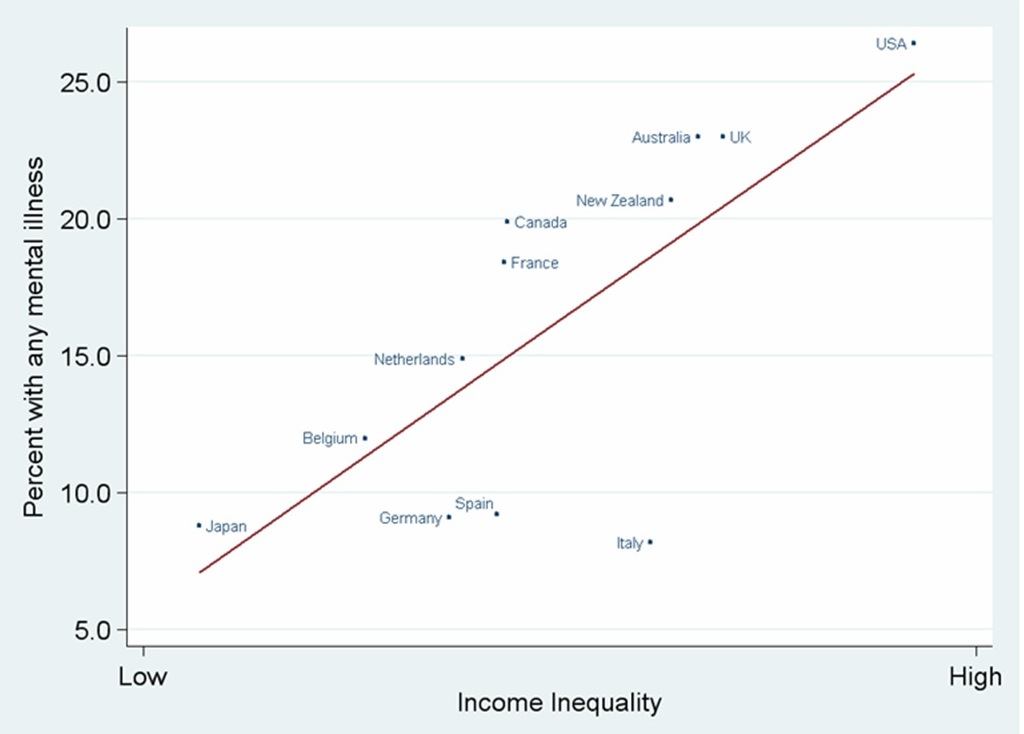
Rapporto tra disuguaglianza economica e disturbi mentali.

Il concetto di salute mentale si riferisce ad una condizione di sanità, benessere e/o equilibrio di tipo psicologico ed emotivo. Una condizione che permette all'individuo «di sfruttare le sue capacità cognitive o emozionali, esercitare la propria funzione all'interno della società, rispondere alle esigenze quotidiane della vita di ogni giorno, stabilire relazioni soddisfacenti e mature con gli altri, partecipare costruttivamente ai mutamenti dell'ambiente, adattarsi alle condizioni esterne e ai conflitti interni». L'ambito di riferimento è la psichiatria e la psicologia.

## Definizione e caratteristiche
Ogni definizione di salute mentale dipende dalle differenze culturali, da valutazioni soggettive e dalle diverse teorie di riferimento relative al funzionamento psichico. La maggior parte degli esperti conviene comunque sul fatto che "salute mentale" da un lato sia "assenza di malattia mentale", "normalità", "adattamento sociale", "felicità" dall'altro non siano necessariamente sinonimi o concetti direttamente correlati: in altri termini, la mera assenza di malattie mentali non implica necessariamente la condizione di salute mentale. A tal proposito può essere utile ricordare la definizione che la stessa Organizzazione mondiale della sanità dà di "salute" in genere: "uno stato di completo benessere fisico, psichico e sociale, e non semplicemente assenza di malattia o infermità". 
La salute mentale è parte integrante della salute globale. Secondo la definizione del dizionario Merriam-Webster, la salute mentale è "uno stato di benessere emotivo e psicologico nel quale l'individuo è in grado di sfruttare le sue capacità cognitive o emozionali, esercitare la propria funzione all'interno della società e rispondere alle esigenze quotidiane della vita di ogni giorno".
Alcune delle competenze caratteristiche della condizione di salute mentale sono:
- stabilire relazioni sociali soddisfacenti e mature con gli altri
- partecipare costruttivamente ai mutamenti dell'ambiente sociale
- sviluppare la propria personalità investendo le proprie pulsioni istintuali nella relazione sociale
- risolvere i propri conflitti in modo equilibrato
- adattarsi alle condizioni esterne e ai conflitti interni
- avere una buona immagine di sé
- essere consapevoli delle proprie emozioni, affetti e modalità relazionali.

## La salute mentale nel mondo

### In Italia
In Italia, il punto di svolta nella legislazione relativa alla salute mentale è la legge 180/78 (detta legge Basaglia), i cui postulati fondamentali possono essere così riassunti:
- l'intervento pubblico non è più finalizzato al controllo sociale dei malati di mente, ma è diretto alla promozione della salute ed alla prevenzione dei disturbi di salute mentale;
- spostamento dell'asse portante delle istituzioni assistenziali dagli interventi fondati sul ricovero ospedaliero a quelli incentrati sui servizi territoriali;
- programmazione di progetti terapeutici e di risocializzazione, con incremento di interventi che coinvolgano le reti familiari e sociali dei pazienti.

La Federazione mondiale per la salute mentale nel 1992 ha istituito la Giornata mondiale della salute mentale, celebrata il 10 ottobre di ogni anno
Dopo l'avvento della legge 180/1978, poi recepita nella legge 833/78 sul riordino del servizio sanitario nazionale (SSN), la "salute mentale" intesa in senso lato ha ampliato la prospettiva del solo intervento clinico-psichiatrico come paradigma dell'azione sanitaria in questo campo. In tale quadro di riferimento, si sono poi succeduti due Progetti Obiettivo, il primo del 1994 che definisce l'organizzazione delle strutture del SSN in maniera dipartimentale, ponendo al centro dell'operare psichiatrico il centro di salute mentale (struttura sanitaria territoriale, non ospedaliera) e il secondo del 1999, che sottolinea le priorità da affrontare per favorire e tutelare la salute mentale dei cittadini.
Successivamente è stato approvato un nuovo Progetto Obiettivo "Tutela della salute mentale per gli anni 1998-2000", in cui si focalizzava l'attenzione sul rischio connesso al mancato coordinamento tra le varie figure professionali.
Nel documento dell'Organizzazione mondiale della sanità "La strategia della salute per tutti entro l'anno 2000", si fa esplicito riferimento alla "Riduzione dei disturbi mentali e dei suicidi", obbiettivo che secondo l'OMS può essere raggiunto attraverso le seguenti fasi:
- alleviare e/o risolvere le situazioni che sono fonte di tensione sociale, interpersonale e personale (l'attenzione è alla popolazione generale);
- qualificare l'offerta di prestazioni ai soggetti affetti da disturbi mentali, ai loro familiari e a quanti se ne prendono cura, grazie al rafforzamento dei Servizi di salute mentale radicati territorialmente, ed alla creazione di sinergie diffuse con le risorse comunitarie (l'attenzione è rivolta agli utenti dei servizi e ai loro familiari).

Tra le iniziative che si rilevano nella tutela della salute mentale nel Piano sanitario nazionale 2003-2005, appare, oltre all'obbiettivo di una più omogenea distribuzione dei servizi sul territorio nazionale, anche l'introduzione di forme di coordinamento fra i servizi sociali e sanitari per l'età evolutiva, i servizi per gli adulti ed i servizi per la popolazione anziana.

#### Rapporto sulla salute mentale
Il Rapporto sulla salute mentale rappresenta un'analisi a livello nazionale dei dati rilevati attraverso il Sistema informativo per la salute mentale (SISM).

##### Patologie
I tassi relativi ai disturbi schizofrenici, ai disturbi di personalità, ai disturbi da abuso di sostanze e al ritardo mentale sono maggiori nel sesso maschile rispetto a quello femminile, mentre l’opposto avviene per i disturbi affettivi, nevrotici e depressivi. In particolare per la depressione il tasso degli utenti di sesso femminile è quasi doppio rispetto a quello del sesso maschile (29,2 per 10.000 abitanti nei maschi e 48,6 per 10.000 abitanti nelle femmine).

##### Accessi in Pronto Soccorso
Nel 2018 il numero complessivo di accessi al Pronto Soccorso per patologie psichiatriche ammonta a 617.326, che costituiscono il 3,0% del numero totale di accessi al pronto soccorso a livello nazionale (n = 20.853.449). Il 13,3% del totale degli accessi in Pronto Soccorso per problemi psichiatrici esita in ricovero, di cui oltre la metà nel reparto di psichiatria. Inoltre il 26,2% dei ricoveri per problemi psichiatrici registra una diagnosi di Schizofrenia e altre psicosi funzionali.  Il 74,2% del totale degli accessi in Pronto Soccorso per problemi psichiatrici esita a domicilio.

##### Il personale
La dotazione complessiva del personale all’interno delle unità operative psichiatriche pubbliche, nel 2018, risulta pari a 26.216 unità. Di queste il 18,9% è rappresentato da medici (psichiatri e con altra specializzazione), il 6,3% da psicologi, il personale infermieristico rappresenta la figura professionale maggiormente rappresentata (45,1%), seguita dagli OTA/OSS con il 10,4%, dagli educatori professionali e tecnici della riabilitazione psichiatrica pari al 7,1% e dagli assistenti sociali con il 4,1%. Il personale part time, rappresenta il 6,4% del totale del personale dipendente e il 4,4% del totale del personale ha un rapporto di lavoro a convenzione con il DSM. L’ammontare complessivo del personale che opera nelle strutture sanitarie convenzionate con il Dipartimento di Salute Mentale nel 2018 è pari a 12.066 unità.

##### Le strutture
Nel 2018 il sistema informativo salute mentale ha rilevato dati di attività di 1.374 servizi territoriali, 2.220 strutture residenziali e 879 strutture semiresidenziali che si riferiscono a circa il 95% dei DSM. Nel 2018 il numero dei SPDC attivi è pari a 323 con complessivi 4.113 posti letto per ricoveri ordinari e 302 posti letto per ricoveri in day hospital; le strutture ospedaliere in convenzione che erogano attività di assistenza psichiatrica sono pari a 18 con un totale di posti letto per degenza ordinaria pari a 797 e a 15 posti per day hospital. Per il totale Italia, l’offerta per i posti letto in degenza ordinaria, è di 9,7 ogni 100.000 abitanti maggiorenni.

## Prospettive sulla salute mentale
Il settore di intervento della salute mentale mostra un grado di complessità elevata, richiede la gestione di problematiche multidimensionali e l'integrazione di approcci socio-psicologici e sanitari. I problemi di salute mentale sono oggi visti come problemi di salute che possono essere curati o gestiti con opportuni interventi integrati, e in relazione a cui è opportuno o necessario intervenire anche sui determinanti sociali connessi alla malattia stessa: esclusione, emarginazione, scarso inserimento nella rete sociale.